# Illusion de Wundt

Illusion de Wundt

L'illusion de Wundt est une illusion d'optique découverte par le psychologue Wilhelm Wundt.
Les deux lignes rouges verticales sont droites mais elles semblent incurvées vers l'intérieur pour certains observateurs. La distorsion est induite par les lignes bleues de l'arrière-plan, comme dans l'illusion de Orbison. Celle de Hering produit un effet similaire mais inversé.